# Juiz vogal
Um juiz vogal era um tipo de juiz não togado, também conhecido como "juiz classista", representante do empregador ou do empregado, que atuava nas Juntas de Conciliação e Julgamento da Justiça do Trabalho. Outras denominações utilizadas são: "juiz leigo", pois não necessitava ser bacharel em Direito, ou "juiz temporário", pois sua investidura não podia ultrapassar três anos, prorrogável por dois períodos, proibida a recondução.
Extinção dos Juízes Vogais
Com a Emenda Constitucional nº 24, de 09/12/1999, foi extinta a figura de juiz vogal na Justiça do Trabalho. Com isso, as reclamações trabalhistas, que eram julgadas em 1ª instância pelas Juntas de Conciliação e Julgamento (formada por um juiz togado, um vogal representante dos empregados e um vogal representante dos empregadores), passaram a ser julgadas nas Varas do Trabalho, compostas por juiz singular (togado).
2. Juiz Vogal, segundo o Regimento Interno do STF, é o magistrado que, não sendo relator ou revisor do caso, profere seu voto de acordo com o que foi dito durante a audiência de julgamento,é a denominação dada ao juiz de um órgão colegiado que não tem um contato muito grande com os autos e com o caso em análise, mas que emite sua decisão em face do que foi exposto durande a sessão de julgamento.
DIRETOR VOGAL NUMA DIRETORIA DE UM CLUBE OU DE UMA ASSOCIAÇÃO.
A função do Diretor Vogal é desempenhar as funções de outro membro da diretoria que não possa fazê-lo.
Por exemplo, se o secretário e o 2° secretário não podem ir a uma reunião, um dos diretores vogais deverá desempenhar sua função. Por tanto, aconselha-se que o diretor vogal seja uma pessoa ´polivalente´, que possa assumir qualquer dos cargos de diretoria.
O Diretor Vogal também faz parte da diretoria e deve participar das reuniões de diretoria, com direito de opinião e voto.
Este cargo é importante para garantir que sempre haverá uma diretoria ´completa´ (presidência, secretaria e tesouraria) em todas as reuniões do clube ou da Associação.
Fonte:Léo Clube.Contribuição de "Luiz Carlos Pessanha da Encarnação"
- Atenção! Juízes Leigos (Juizados Especiais - Lei 9.099/95) não são a mesma coisa que os antigos juízes vogais ou classistas.